# Thérouanne
Thérouanne (en neerlandès Terwaan) és un municipi francès, situat al departament del Pas de Calais i a la regió dels Alts de França. L'any 2007 tenia 1.054 habitants.

## Història
A l'edat mitjana era la seu d'un bisbat.

## Fills il·lustres
- Égide Maillard (finals segle xvi) compositor musical.

## Demografia

### Població
El 2007 la població de fet de Thérouanne era de 1.054 persones. Hi havia 432 famílies de les quals 104 eren unipersonals (36 homes vivint sols i 68 dones vivint soles), 172 parelles sense fills, 152 parelles amb fills i 4 famílies monoparentals amb fills.
La població ha evolucionat segons el següent gràfic:
Habitants censats

### Habitatges
El 2007 hi havia 474 habitatges, 444 eren l'habitatge principal de la família, 7 eren segones residències i 23 estaven desocupats. 444 eren cases i 25 eren apartaments. Dels 444 habitatges principals, 335 estaven ocupats pels seus propietaris, 98 estaven llogats i ocupats pels llogaters i 12 estaven cedits a títol gratuït; 5 tenien una cambra, 19 en tenien dues, 60 en tenien tres, 95 en tenien quatre i 266 en tenien cinc o més. 318 habitatges disposaven pel capbaix d'una plaça de pàrquing. A 202 habitatges hi havia un automòbil i a 187 n'hi havia dos o més.

### Piràmide de població
La piràmide de població per edats i sexe el 2009 era:
| Homes | Edats   | Dones |
| ----- | ------- | ----- |
| 0     | 95 o +  | 0     |
| 0     | 90 a 94 | 0     |
| 0     | 85 a 89 | 8     |
| 8     | 80 a 84 | 8     |
| 4     | 75 a 79 | 12    |
| 36    | 70 a 74 | 32    |
| 16    | 65 a 69 | 40    |
| 40    | 60 a 64 | 28    |
| 40    | 55 a 59 | 36    |
| 20    | 50 a 54 | 20    |
| 28    | 45 a 49 | 36    |
| 36    | 40 a 44 | 32    |
| 48    | 35 a 39 | 28    |
| 48    | 30 a 34 | 28    |
| 56    | 25 a 29 | 52    |
| 24    | 20 a 24 | 16    |
| 52    | 15 a 19 | 32    |
| 24    | 10 a 14 | 28    |
| 36    | 5 a 9   | 28    |
| 32    | 0 a 4   | 24    |

## Economia
El 2007 la població en edat de treballar era de 689 persones, 475 eren actives i 214 eren inactives. De les 475 persones actives 423 estaven ocupades (247 homes i 176 dones) i 52 estaven aturades (18 homes i 34 dones). De les 214 persones inactives 85 estaven jubilades, 52 estaven estudiant i 77 estaven classificades com a «altres inactius».

### Ingressos
El 2009 a Thérouanne hi havia 440 unitats fiscals que integraven 1.059 persones, la mediana anual d'ingressos fiscals per persona era de 16.414 €.

### Activitats econòmiques
Dels 75 establiments que hi havia el 2007, 1 era d'una empresa extractiva, 4 d'empreses alimentàries, 1 d'una empresa de fabricació d'altres productes industrials, 5 d'empreses de construcció, 20 d'empreses de comerç i reparació d'automòbils, 4 d'empreses de transport, 4 d'empreses d'hostatgeria i restauració, 7 d'empreses financeres, 6 d'empreses immobiliàries, 3 d'empreses de serveis, 15 d'entitats de l'administració pública i 5 d'empreses classificades com a «altres activitats de serveis».
Dels 17 establiments de servei als particulars que hi havia el 2009, 1 era una oficina d'administració d'Hisenda pública, 1 oficina de correu, 3 oficines bancàries, 1 funerària, 3 tallers de reparació d'automòbils i de material agrícola, 1 guixaire pintor, 1 fusteria, 1 electricista, 1 empresa de construcció, 2 perruqueries, 1 agència immobiliària i 1 saló de bellesa.
Dels 13 establiments comercials que hi havia el 2009, 1 era un hipermercat, 4 fleques, 2 carnisseries, 1 una sabateria, 2 botigues de mobles, 1 una botiga de material de revestiment de parets i terra i 2 floristeries.
L'any 2000 a Thérouanne hi havia 19 explotacions agrícoles que ocupaven un total de 510 hectàrees.

## Equipaments sanitaris i escolars
El 2009 hi havia 1 farmàcia i 2 ambulàncies, 2 escoles elementals i un col·legi d'educació secundària amb 465 alumnes.

## Poblacions més properes
El següent diagrama mostra les poblacions més properes.